# 工業所有権協力センター
一般財団法人工業所有権協力センター（こうぎょうしょゆうけんきょうりょくセンター、英文名称：Industrial Property Cooperation Center、IPCC）は、特許庁における特許出願の審査に必要な調査や分類の付与業務を主要事業とする一般財団法人。

## 概要
工業所有権に関する手続等の特例に関する法律（特例法）に基づく登録調査機関であり、特定登録調査機関としても登録されている。財団法人時の主務官庁は経済産業省（特許庁）であった。
コーポレート・メッセージは「私たちが照らすのは、発明者たちの足跡、そして未来。」であり、経営理念におけるミッションは「私たちは、唯一無二の技術力・検索力・解説力で知的財産を『可視化』し、イノベーションの創出を支援することで『知的財産立国』の実現に貢献します」である。

## 沿革
- 1985年12月 - 財団法人工業所有権協力センターとして設立。先行技術調査業務を試行。
- 1985年12月 - 半導体集積回路の回路配置に関する法律に基づく指定登録機関に指定される。
- 1990年10月 - 工業所有権に関する手続等の特例に関する法律（特例法）に基づく先行技術調査の指定調査機関に指定される。
- 1994年 9月 - 特例法に基づく特許出願等への分類付与の指定調査機関に指定される。
- 2004年 8月 - 半導体集積回路の回路配置の登録業務を廃止。
- 2004年10月 - 特例法改正により、指定調査機関から登録調査機関へ移行。
- 2009年 4月 - 埼玉県熊谷市に分室を開設。
- 2009年 7月 - 財団法人から一般財団法人に移行。
- 2010年 5月 -  オフィスを江東区木場に移転・統合
- 2013年 4月 -  区分30（有機化合物）に参入し、登録調査機関として全区分の調査業務を実施。特許検索競技大会の主催を開始。
- 2014年 4月 - 外国特許文献調査業務を本格的に開始。
- 2015年 4月 - 大学知財活動助成事業を開始。特定登録調査機関として登録・事業開始。
- 2023年 4月 - 「IPCC調査サービス」として、特定登録調査に加え、出願前調査・他社特許調査等の先行技術調査及び無効化資料等調査を開始。
- 2025年 1月 - コーポレート・メッセージ「私たちが照らすのは、発明者たちの足跡、そして未来。」を策定・公表。
- 2025年 4月 - 経営理念（ミッション・ビジョン・バリュー）を策定・公表。

## 事業
工業所有権に関する知的財産の権利保護を業務とする。具体的には、特例法第36条に基づく登録調査機関として、独立行政法人工業所有権情報・研修館で開催される「工業所有権に関する手続等の特例に関する法律」に基づく法定研修である「調査業務実施者育成研修」を受け、研修内の試験を受け合格した調査業務実施者が、特許出願の審査に必要な調査、及び、出願公開の際に必要な調査（分類の付与）の業務等を行っている。
特許庁向け事業の他、企業や大学等の法人向け調査サービスを実施している。
また、特許調査の実務能力を競うイベントである特許検索競技大会を主催している。

## 組織

### 企画室
- 企画部
- 調査部

### 事務局
- 総務部
- 財務部
- 事務システム部

### 人材開発センター
- 開発部

### 調査業務センター
- 調整部
- 情報システム部
- 支援部
- 機械A部門
- 機械B部門
- 化学部門
- 電気部門